# José Antonio Metola
José Antonio Metola Valgañón (5 de octubre de 1983, Logroño, La Rioja, España) es un futbolista español que juega en la S. D. Logroñés (3ª División) como central. 

## Trayectoria
Metola se formó en la cantera del desaparecido C. D. Logroñés, debutando con el primer equipo en 2ªB el 14 de octubre de 2001 en la victoria (2-1) sobre el Real Unión de Irun.
Considerado como un jugador de gran proyección fue fichado por el Deportivo Alavés "B" (2ªB) en el verano de 2002, permaneciendo en el filial alavesista tres temporadas. Posteriormente vivió dos descensos consecutivos a 3ª División con la U. B. Conquense (05-06) y la U. D. Barbastro (06-07).
En la temporada 2008-2009 fichó por el Villajoyosa C. F. (3ª División) consiguiendo  el ascenso a 2ªB. Finalizó su estancia en el Nou Pla tars perder la nueva categoría en la siguiente temporada.
La temporada 2010-2011 Metola la inició en las filas del Barakaldo C. F. (2ªB), terminándola en el Zalla U.C. (3ª División).
En 2011 regresó a Logroño para firmar por la S. D. Logroñés (3ª División), conjunto donde juega actualmente. Metola participó en el único ascenso a 2ªB del conjunto blanquirrojo, además de disputar dos temporadas en dicha categoría.

## Clubes
| Club                 | País   | Temporada             |
| -------------------- | ------ | --------------------- |
| C. D. Logroñés       | España | 2001-2002             |
| Deportivo Alavés "B" | España | 2002-2005             |
| U. B. Conquense      | España | 2005-2006             |
| U. D. Barbastro      | España | 2006-2008             |
| Villajoyosa C. F.    | España | 2008-2010             |
| Barakaldo C. F.      | España | 2010-2011 (1ª vuelta) |
| Zalla U. C.          | España | 2010-2011 (2ª vuelta) |
| S. D. Logroñés       | España | 2011-actualidad       |